# ¿Qué le pasa a mi familia?
¿Qué le pasa a mi familia? est une telenovela mexicaine produite par Televisa et diffusée entre le 22 février 2021 et le 11 juillet 2021 sur Las Estrellas,.

## Synopsis
Dona Luz Torres est une femme qui a des objectifs clairs et qui a la force de les atteindre. Elle est adjointe exécutive du président d'une grande entreprise de vêtements et de chaussures. En raison d'un échec sentimental, elle ne croit pas à l'amour. Don Jesús Rueda est le directeur de l'une des plus importantes entreprises de mode et de chaussures au Mexique. En rencontrant Regina Torres , la vie de Patricio prend un grand tournant, l'amenant à vivre une histoire d'amour avec elle.

## Distribution
- Diana Bracho  : Doña Luceita  Torres
- César Évora : Don Jesús Rueda
- Eva Cedeño : Reginita Torres
- René Casados : Don Wenceslao Sánchez
- Fernando Noriega : Mariano Torres
- Wendy de los Cobos : Alfonsina Torres
- Gloria Aura : Federica Torres
- Paulina Matos : Constanza Astudillo Anaya
- Julio Bracho Castillo : Esteban Astudillo
- Gabriela Platas : Violeta Anaya de Astudillo
- Emilio Osorio : Eduardo «Lalo» Torres
- Mauricio Abad : Alan Barba del Olmo
- Mane de la Parra : Patricio Iturbide
- Lisette Morelos : Ofelia del Olmo
- Julián Gil : Don Karlos Iturbide
- Juan Martín Jáuregui : Iván García
- Claudia Arce Lemaitre : Salma
- Sherlyn González :

## Diffusion
- Las Estrellas (2021)
- Univision (2021)

## Autres versions
- What Happens to My Family? (KBS2, 2014-2015) avec Yoo Dong-geun, Kim Hyun-joo, Yoon Park et Park Hyung-sik.